# Radulfo II de Turingia
Radulfo o Ratolfo (fallecido antes de 880) fue el duque de Turingia, actual Alemania, (o la Marca Soraba) desde 874 hasta su muerte. Radulfo fue sucesor y posiblemente hijo de Tachulfo.
A la muerte de Tachulfo en agosto de 873, los sorbios, siusli, y sus vecinos se rebelaron. Radulfo y Liutberto, arzobispo de Maguncia, cruzaron el Saale en enero de 874 y a través de una campaña de pillaje e incendios llevaron a los eslavos a someterse, sin necesidad de batalla.